# Yegor Chinakhov
Yegor Chinakhov (Omsk, Rusia, 1 de febrero de 2001) es un jugador profesional ruso de hockey sobre hielo que se desempeña en la posición de extremo derecho en Columbus Blue Jackets, equipo de la National Hockey League (NHL).

## Carrera
Fue seleccionado en la primera ronda en la NHL Entry Draft de 2020. En 2021 hizo su debut profesional con el equipo Columbus Blue Jackets, donde lleva jugando tres temporadas.